# Mathieu Griffi

a Compétitions nationales et continentales officielles uniquement.

b Matchs officiels uniquement.
Mathieu Griffi est un joueur français de rugby à XIII, né le 2 mars 1983 à Carcassonne en France. En 2009 il joue sous les couleurs du Toulouse Olympique XIII dans le championnat de deuxième division anglaise : le Co-operative Championship.Il signe en 2010 au FC.Lézignan, champion de France en titre et détenteur de la Coupe de France Lord Derby. Il a évolué pendant trois ans aux Dragons Catalans en Super League et il est également international français.

## Palmarès
- 2007 : Finaliste de la Challenge Cup avec les Dragons Catalans.
- 2010: finaliste coupe d'Europe avec la France
- 2011:  Vainqueur de la Coupe de France Lord Derby (Lézignan 28 Pia 17)

## Distinctions personnelles
- 2010 : Participation à la coupe d'Europe des nations de rugby à XIII avec l'équipe de France.
- 2009 : Participation au tournoi des Quatre Nations avec l'équipe de France.
- 2008 : Participation à la coupe du monde de rugby à XIII avec l'équipe de France.

## Carrière internationale
- France : 8 sélections.

## Anciens clubs
- Avant 2004 :
- Saison 2004/2005 : Salses XIII
- Saison 2005/2006 : Union Treiziste Catalane
- Saison 2006 : Dragons Catalans
- Saison 2007 : Dragons Catalans
- Saison 2008 : Dragons Catalans
- Saison 2009 : Toulouse Olympique XIII
- Saison 2010 : Football club Lézignan-Corbières rugby league

## Statistiques en Super league
| Saison | Club             | Championnat  | Matchs | Essais | Transf. | Drops | Carton jaune | Carton rouge | Points |
| ------ | ---------------- | ------------ | ------ | ------ | ------- | ----- | ------------ | ------------ | ------ |
| 2006   | Dragons Catalans | Super League | 7      | 0      | 0       | 0     | 0            | 0            | 0      |
| 2007   | Dragons Catalans | Super League | 16     | 0      | 0       | 0     | 0            | 0            | 0      |
| 2008   | Dragons Catalans | Super League | 3      | 0      | 0       | 0     | 0            | 0            | 0      |
| TOTAL  | TOTAL            | TOTAL        | 26     | 0      | 0       | 0     | 0            | 0            | 0      |